# Personal Computer Magazine
Personal Computer Magazine, PCMagazine of PCM was een Nederlands maandblad over personal computers.
De eerste editie van PCM werd in oktober 1983 uitgebracht door VNU Business Publications. Begin jaren negentig beleefde het zijn hoogtepunt met oplages van rond de 400.000 exemplaren. Sandra Dol, nu uitgever bij Sanoma Media, was in die tijd hoofdredacteur.

Het Belgische Computer Magazine - op het einde van haar bestaan eveneens eigendom van VNU - werkte een tijd samen met PCM. In PCM's oktobernummer van 2005 kondigde toenmalig hoofdredacteur Bart De Landtsheer aan dat CM werd opgedoekt:
Ter hoogte van Dordrecht krijg ik de onweerstaanbare drang om een publiek geheim te onthullen. Namelijk dat het Nederlandse PCM en Belgische CM dezelfde hoofdredacteur hebben. De Nederlandse lezer zal hieraan geen boodschap hebben, maar in België is dat even anders. Daar liggen beide bladen namelijk naast elkaar in de kiosk. CM verdwijnt, terwijl de oplage van PCM in België omhoog gaat. Voortaan dus één blad maar nog wél dezelfde testen, dezelfde redactionele formule en - jawel - dezelfde hoofdredacteur.
 In november 2007 werd PCM overgenomen door HUB Uitgevers. Sinds september 2013 werd PCM uitgegeven door Reshift Digital. Het blad had toen een oplage van ruim 50.000 exemplaren per maand. Het richtte zich in zijn artikelen zowel op de gevorderde hobbyist/thuisgebruiker als op de professionele computeraar. Sinds de restyling in 2017 ging een deel van de artikelen over technologie die niet direct pc-gerelateerd is. In juli 2022 verscheen het laatste nummer waarna Reshift de uitgave van het tijdschrift staakte.